# Vítězslav František Hlaváč
Vítězslav František Hlaváč (19. srpna 1899, Lázně Bělohrad – 29. dubna 1959, Opočno) byl český učitel, zoolog, sběratel a muzejník.
Jeho hlavními zájmem byla příroda a sběr přírodnin. Vystudoval učitelský ústav v Jičíně a následně učil devět let na příhraničních školách, mj. v Dolní Poustevně u Šluknova (1925 až 1926). Učil i na jednotřídce v Brtvi. Volný čas a peníze věnoval sběru přírodnin a po vzoru pražského Národního muzea rozvíjel regionální přírodovědný výzkum. Inspirací mu bylo i Fričovo muzeum v Lázních Bělohrad, kde se narodil a kde žil. Budované sbírky prvně vystavil v domovských Lázních Bělohrad v rámci výstav v letech 1921 a 1922. Velký ohlas umožnil další rozvoj sbírek a vznik soukromého muzea v roce 1924 (tzv. Hlaváčovo přírodovědecké muzeum). V té době jeho sbírky obsahovaly již přes 10 tisíc exponátů. Jeho ústředním badatelským tématem byla malakozoologie, tedy výzkum měkkýšů, o nichž publikoval na šest desítek textů. Své zaměření potvrdil také tím, že razítko muzea mělo motiv hlemýždě lezoucího po zeměkouli.
Podílel se na přípravě Výstavy Severních Čech 1927 v Mladé Boleslavi, pro niž vytvořil rozsáhlou geologickou mapu severních Čech o ploše 12 m2. Pomocí třiceti barev zachytil rozložení útvarů a petrografických poměrů. Mapa se později dostala do vlastnictví Muzea východních Čech v Hradci Králové.
V roce 1927 se seznámil s profesorem Cyrilem Purkyně, geologem, který jezdil do Lázní Bělohrad. Purkyně následně Hlaváče podporoval.
V roce 1935 se podařilo uskutečnit Hlaváčovu myšlenku jubilejní výstavy vědy, umění a písemnictví v Lázních Bělohradě, a tu příležitosti 50. výročí vzniku tamních slatinných lázní. Jednou z klíčových částí byla i Hlaváčova expozice Příroda Podzvičínska, která se opět setkala s velkým úspěchem, mj. i u Františka Ulricha. Ulrich byl předsedou přírodovědecké sekce Zemědělského ústavu pro kulturní a hospodářské povznesení severovýchodních Čech, nově ustaveného v Hradci Králové roku 1933. Vítězslav Hlaváč byl zvolen jednatelem sekce. Byl velmi aktivní, a tak v roce 1938 podal námět na vybudování přírodovědeckého muzea severovýchodních Čech a zřízení Vlastivědné společnosti. Námět propagoval v tisku a na výstavách (např. sál přírodovědy na „Výstavě 38 Náchod“). S Ulrichem mj. inicioval řadu výstav.

Ulrich se snažil přesvědčit Hlaváče k přestěhování jeho muzea do Hradce Králové. K tomuto účelu se Zemědělskému ústavu podařilo od hradecké městské rady získat objekt staré radnice na Malém náměstí a upravit jej pro sbírky. Následné stěhování z Lázní Bělohrad proběhlo na několikrát vozem východočeských elektráren. Hlaváčovy sbírky vytvořily základ přírodovědeckých sbírek a byly doplněny o další privátní kolekce. Ke slavnostnímu otevření muzea došlo dne 2. července 1939.
„Neváhám prohlásiti, že by dlouho ještě náš plán na zřízení musea zůstal neuskutečněn, kdyby mne dobrý osud nebyl seznámil s přítelem Vítězslavem Fr. Hlaváčem, dosud učitelem na jednotřídce v Brtvi u Lázní Bělohradu. To, co dnes v museu uvidíte, jest především plod jeho mravenčí píle a vytrvalosti, výsledek mnohaleté trpělivé práce, spojené leckdy s odříkáním toho, čemu se říká životní pohodlí a vychutnání života.“
František Ulrich, projev při otevření muzea, [2]
Hlaváč byl ředitelem i kustodem muzea. Činnost muzea byla omezena okupací, ale Hlaváč se snažil pomáhat studentům při zavření vysokých škol. Po skončení druhé světové války chtěl pokračovat v rozšiřování sbírek a muzea, ale nebylo mu to umožněno, protože došlo k mnohým neshodám a byl za problematických a neférových podmínek z muzea a postu ředitele odejit. Následoval i soudní spor.
V roce 1948 byl přeložen jako učitel dvoutřídky do Kláštera nad Dědinou u Dobrušky. V tamním bytě se rozhodl opět sbírat.
Zemřel po krátké těžké nemoci. Urna s jeho popelem byla umístěna do rodinného urnového hrobu Sazimů a Hlaváčů v Praze.
Hlaváčova pozůstalost je součástí sbírek Muzea východních Čech v Hradci Králové. Obsahuje mj. jeho malakologickou kartotéku, v níž jsou zaneseny jeho nálezy měkkýšů, jimž se věnoval celý život, od svého působení v Dolní Poustevně. Cenná malakologická sbírka obsahuje 30 tisíc lastur a ulit mořských i suchozemských měkkýšů 3 600 druhů, z toho 175 druhů měkkýšů vyskytujících se v Česku.

## Výběr z publikací
- 1926: Měkkýší fauna severních Čech. Věštník přírodovědný, Dolní Poustevna, 1(2–3), 20–26.
- 1926: Doplňky k měkkýší fauně severních Čech. Věštník přírodovědný, Dolní Poustevna, 1(4–5), 65–66.
- 1933: Měkkýši bělohradsko-miletínské synklinály v Podzvíčinsku, podle nalezišť. Věštník Státního geologického ústavu ČSR, Praha, 9(3–4), 209–235.[7]
- 1933–1934: Malakozoologická fauna jihozápadního Podkrkonoší, zvláště Bělohradska. Časopis národního musea, oddíl přírodovědný, 108(1934), 1–32.[7]
- 1937: Topografický soupis čs. měkkýšů recentních a kvartérních. Časopis národního musea, oddíl přírodovědný, 111(1), 35–72; 111(2), 109–122.
- 1939: Všeobecný průvodce po sbírkách Přírodovědeckého musea v Hradci Králové Hradec Králové: Přírodovědecké museum.[3]
- 1940: Nový výskyt druhu Tachea nemoralis L. v zemi České. [New finding of Tachea nemoralis L. in Bohemia]. Časopis národního musea, oddíl přírodovědný, 114, 228–229.
- 1940: Kratší sdělení k faunistickému výzkumu sv. Čech. Příspěvky k topografické malakozoologii. Osvěta lidu, Hradec Králové, 43(41).
- 1944: Tři vzácní měkkýši Hradecka. Kraj královéhradecký, Hradec Králové, 35(18).
- 1945: Pozoruhodná naleziště měkkýšů v Hradci Králové. Kraj královéhradecký, Hradec Králové, 36(16).
- 1947: Vzácní měkkýši Brandýsska nad Orlicí. Krása našeho domova, Praha, 38(3), 48.
- 1949: Helicella candidula (Studer). Příroda, Brno, 42(3–4), 52.
- 1954: Příspěvek k malakologické topografii ČSR I. Časopis národního musea, oddíl přírodovědný, 123(1), 59–62.[8]